# Девиль-ле-Руан
Девиль-ле-Руан (фр. Déville-lès-Rouen) — город на севере Франции, регион Нормандия, департамент Приморская Сена, округ Руан, кантон Мон-Сен-Эньян. Пригород Руана, расположен в 5 км к северо-западу от центра города, в 3 км от автомагистрали А150. Через город протекает река Кайи, приток Сены. Один из многочисленных городов-спутников Руана, входит в состав Метрополии Руан Нормандия.
Население (2018) — 10 461 человек.

## Достопримечательности
- Церковь Святого Петра XIX века
- Руины усадьбы епископа Руанского XIII века

## Экономика
Структура занятости населения:
- сельское хозяйство — 0,0 %
- промышленность — 33,5 %
- строительство — 6,6 %
- торговля, транспорт и сфера услуг — 29,8 %
- государственные и муниципальные службы — 30,2 %

Уровень безработицы (2017) — 17,0 % (Франция в целом —  13,4 %, департамент Приморская Сена — 15,3 %). 

Среднегодовой доход на 1 человека, евро (2018) — 19 080 (Франция в целом — 21 730, департамент Приморская Сена — 21 140).

## Демография
Динамика численности населения, чел.

## Администрация
Пост мэра Девиль-ле-Руана с 1995 года занимает Доминик Гамбье (Dominique Gambier). На муниципальных выборах 2020 года возглавляемый им левый список победил в 1-м туре, получив 51,71 % голосов.
| Период | Период | Фамилия        | Партия                                      | Примечания |
| ------ | ------ | -------------- | ------------------------------------------- | --- |
| 1965   | 1995   | Мишель Козет   | Разные левые                                | учитель, затем директор школы                                                                                         |
| 1995   |        | Доминик Гамбье | Социалистическая партия Вперёд, Республика! | профессор университета, депутат Национального собрания Франции, вице-президент Регионального совета Верхней Нормандии |

## Города-побратимы
- Систон, Англия
- Баргтехайде, Германия
- Карминьяно, Италия

## Знаменитые уроженцы
- Пьер Береговуа (1925—1993), французский политик, 161-й премьер-министр Франции
- Делатр, Альфред Луи (1850–1932) – французский археолог.